# フィレンツェの悲劇
『フィレンツェの悲劇』（ドイツ語: Eine florentinische Tragödie）は、アレクサンダー・ツェムリンスキーの1幕オペラ。原作はオスカー・ワイルドの同名の戯曲（英語: A Florentine Tragedy）。マックス・マイヤーフェルトのドイツ語訳を作曲者自身が自由に翻案して台本を編み出した。1917年1月30日にシュトゥットガルト宮廷劇場で初演された。

## 音楽
全般的にリヒャルト・シュトラウスの影響が強く、とりわけ豪放華麗な管弦楽法と大編成のオーケストラ、そして豊かな和声法にその影響が如実に現れている。全曲を通して1時間に満たないため、しばしば自作の『こびと』など、その他の1幕オペラと組み合わされて上演される。この時期にツェムリンスキーが立て続けに1幕オペラを作曲した事情や動機については定かでないが、第一次世界大戦中のドイツのオペラ界では、ツェムリンスキーの門弟コルンゴルトや、シリングスが1幕オペラに挑んで成功をおさめていたことから、そのような外部の刺戟に促されたところが大きかったのではないかと見なされている。

## 物語

### 登場人物
- グィード・バルディ（若いフィレンツェ貴族） ― テノール
- シモーネ（壮年の商人） ― バリトン
- ビアンカ（シモーネの若妻） ― ソプラノ

### 舞台
16世紀のフィレンツェ、シモーネの邸宅にて。

### あらすじ
フィレンツェの商人シモーネは、自分の妻ビアンカがフィレンツェ公グィード・バルディに寝盗られているのではないかと疑っている。シモーネはグィードに高価な衣裳を売りつけると、我が家にあるものを何でも差し上げましょうと申し出る。グィードはビアンカが欲しいと言い出す。シモーネは、ビアンカを自室に押し込め、糸紡ぎでもやっていろと言う。シモーネが立ち去ると、ビアンカは「あの人なんか大嫌い、死ねばいいのに」と口走る。これを小耳に挿んだシモーネは、姦通や死について思いを巡らせる。
やがてシモーネが立ち去ると、グィードとビアンカだけが舞台に残され、二人の恋人同士は互いの愛情を口にする。グィードが帰宅しようとしたその時、シモーネはグィードに決闘を挑む。初めは剣で、次に刀で命がけの決闘であった。とうとうシモーネがグィードの首を締め上げる。それまで「シモーネを殺して」と叫んでいたビアンカであったが、やにわにシモーネに近寄ると、「知らなかった。貴方がこんなに強いだなんて」と言って夫に擦り寄って行く。シモーネも「お前がこんなに美しかったとはね」と言ってビアンカを抱き寄せる。そして幕が下りる。

## 備考
『こびと』が「無邪気さと美の裏側にある残酷さ」をテーマにしているのに対し、『フィレンツェの悲劇』は、力（権力と暴力）と若さとエロスの相剋というテーマで貫かれている。